# Matthias Perl
Matthias Perl (* 16. April 1948 in Leipzig) ist ein deutscher Hispanist und Lusitanist, Lateinamerikanist, Kreolist und Afrolusitanist. Er war von 1992 bis 2011 Professor für Romanistik an der Johannes Gutenberg-Universität Mainz.

## Akademische Karriere
Perl studierte von 1966 bis 1971 an der Karl-Marx-Universität Leipzig. Nach einem Forschungsstudium in Leipzig und Havanna promovierte er 1973 mit Untersuchungen von semantischen Relationen ausgewählter deutscher und spanischer Verben. Danach arbeitete er bis 1985 an der Universität Leipzig als wissenschaftlicher Assistent bzw. Oberassistent. Mit einer Schrift über Die Bedeutung des Kreolenportugiesischen für die Herausbildung der Kreolensprachen (unter besonderer Berücksichtigung der kubanischen habla bozal) schloss er 1982 in Leipzig die Promotion B ab und erhielt die Facultas Docendi für Romanische Sprachwissenschaft (entspricht einer Habilitation).
1985 wurde er zum Universitätsdozenten für Afrolusitanistik und Kreolistik an der Universität Leipzig ernannt. Ab 1992 war Perl Professor für Romanistik in der Abteilung für Spanische und Portugiesische Sprache und Kultur des Fachbereichs Translations-, Sprach- und Kulturwissenschaft (FTSK) an der Johannes Gutenberg-Universität Mainz, Campus Germersheim am Rhein. Dort leitete er auch das Lateinamerikazentrum Centro de Estudios Latinoamericanos (CELA). 2011 wurde er emeritiert.
Lehraufträge und Gastprofessuren hatte er an der Universidad de La Habana, Universidad de Las Villas in Santa Clara (Kuba), an der Freien Universität Berlin, an der Universidad de Costa Rica in San José sowie an der Universidad de los Andes in Mérida (Venezuela). Forschungsaufenthalte führten ihn u. a. nach Costa Rica, Curaçao (Niederländische Antillen), in die Dominikanische Republik, Kolumbien und Venezuela. Perl war Organisator von verschiedenen internationalen Konferenzen u. a. den 4. Deutschen Lusitanistentag 2001 in Germersheim.
Von 1991 bis 1995 war er stellv. Vorsitzender des Deutschen Hispanistenverbands.

## Publikationen
Perl ist Autor von Veröffentlichungen zu den Themen Valenzgrammatik, Afrolusitanistik, iberoromanische und englische Kreolsprachen in Asien, Afrika und Amerika, Sprachkontakte in Lateinamerika und in Afrika, Spanisch in Amerika, Sprachpolitik im lusophonen Afrika und in der Karibik, Kuba, Suriname, Missionarslinguistik, Sprache und Höflichkeit, Brasilianisches Portugiesisch. Er ist Mitbegründer der Zeitschrift Revista Internacional de Lingüística Iberoamericana und in wissenschaftlichen Beiräten von Zeitschriften in Brasilien, Costa Rica, Macao und Spanien tätig. Perl betreute 11 Promovenden und mehrere Stipendiaten des DAAD aus Lateinamerika.